# 精灵梦叶罗丽
《精灵梦叶罗丽》或簡稱《叶罗丽》，是一部中國3D奇幻冒險兒童電視動畫劇集，河北精英影视文化传播有限责任公司和央視動漫集團出品，金今和姜鑫執導；其雏形来自舞台剧《夜萝莉》，並包含了環保主題，主要講述普通女孩王默透過一家娃娃店得到了叶罗丽仙子娃娃，得以變身成叶罗丽战士，自此為了保護世界而與同伴們並肩作戰，阻止邪惡的敵人們危害人類社會以及叶罗丽仙境。
該劇最初片名為《夜萝莉》及《叶罗丽精灵梦》；2013年6月6日起在金鹰卡通播出，也在網路平台發行，2019年起登陸中央电视台少儿频道。《叶罗丽》自播出以來深受兒童觀眾的歡迎，收穫一批忠實粉絲，官方還推出了娃娃、文具、卡片等許多周邊商品。但因製作品質以及「过度成人化」的內容而在網上引起爭議。
据江苏省消保委发布的《动画领域侵害未成年人成长安全消费调查报告》显示，《叶罗丽》在中國兒童觀眾間的人氣僅次於《熊出没》和《小猪佩奇》。精英动漫授權卡游推出了《叶罗丽》卡牌產品，一年销售收入則足以過億人民幣。

## 外部連結
- 精灵梦叶罗丽的新浪微博
- 豆瓣电影上《精灵梦叶罗丽》的資料 （简体中文）